# Кіспіокс 1
Кіспіокс 1 (англ. Kispiox 1) — індіанська резервація в Канаді, у провінції Британська Колумбія, у межах регіонального округу Кітімат-Стекін.

## Населення
За даними перепису 2016 року, індіанська резервація нараховувала 599 осіб, показавши зростання на 11,8%, порівняно з 2011-м роком. Середня густина населення становила 48,7 осіб/км².
З офіційних мов обидвома одночасно володіли 5 жителів, тільки англійською — 595. Усього 150 осіб вважали рідною мовою не одну з офіційних, з них усі — одну з корінних мов.
Працездатне населення становило 56,2% усього населення, рівень безробіття — 30%.
Середній дохід на особу становив $22 344 (медіана $17 216), при цьому для чоловіків — $20 804, а для жінок $24 056 (медіани — $16 640 та $18 091 відповідно).
18% мешканців мали закінчену шкільну освіту, не мали закінченої шкільної освіти — 33,7%, 49,4% мали післяшкільну освіту, з яких 11,4% мали диплом бакалавра, або вищий.
| Статево-вікова структура населення | Статево-вікова структура населення | Статево-вікова структура населення | Статево-вікова структура населення | Статево-вікова структура населення |
| ---------------------------------- | ---------------------------------- | ---------------------------------- | ---------------------------------- | ---------------------------------- |
|                                    |                                    |                                    |                                    |                                    |
| Всього                             | Всього                             | 52,9%47,1%                         |                                    |                                    |
| 0 — 14 років                       | 0 — 14 років                       |                                    | 26,1%                              | 26,1%                              |
| 15 — 64 років                      | 15 — 64 років                      |                                    | 60,5%                              | 60,5%                              |
| 65 і більше                        | 65 і більше                        |                                    | 13,4%                              | 13,4%                              |
| 85 і більше                        | 85 і більше                        |                                    | 0,8%                               | 0,8%                               |
| Середній вік (років)               | Середній вік (років)               | 36,135,6                           | 35,9                               | 35,9                               |
| Медіана (років)                    | Медіана (років)                    | 33,933,5                           | 33,7                               | 33,7                               |
| — чоловіки — жінки                 |                                    |                                    |                                    |                                    |

| Походження мешканців:     | Походження мешканців:     | Походження мешканців: | Походження мешканців: | Походження мешканців: |
| ------------------------- | ------------------------- | --------------------- | --------------------- | --------------------- |
| Походження                |                           |                       | осіб                  | %                     |
| Корінні американці        | Корінні американці        |                       | 580                   | 96.67%                |
| Інше північноамериканське | Інше північноамериканське |                       | 10                    | 1.67%                 |
| Європейське               | Європейське               |                       | 120                   | 20%                   |
| британське                | британське                |                       | 100                   | 16.67%                |
| французьке                | французьке                |                       | 10                    | 1.67%                 |
| Африканське               | Африканське               |                       | 10                    | 1.67%                 |
| Азійське                  | Азійське                  |                       | 15                    | 2.5%                  |

## Клімат
Середня річна температура становить 4,7°C, середня максимальна – 20,8°C, а середня мінімальна – -15°C. Середня річна кількість опадів – 603 мм.
| Клімат поселення                              | Клімат поселення | Клімат поселення | Клімат поселення | Клімат поселення | Клімат поселення | Клімат поселення | Клімат поселення | Клімат поселення | Клімат поселення | Клімат поселення | Клімат поселення | Клімат поселення | Клімат поселення |
| Показник                                      | Січ.             | Лют.             | Бер.             | Квіт.            | Трав.            | Черв.            | Лип.             | Серп.            | Вер.             | Жовт.            | Лист.            | Груд.            |                  |
| Середній максимум, °C                         | −1,08            | 3,07             | 7,45             | 12,38            | 16,99            | 20,82            | 19,02            | 18,26            | 13,84            | 7,92             | 1,08             | −3,75            |                  |
| Середня температура, °C                       | −8,05            | −3,9             | 0,50             | 5,41             | 10,03            | 13,86            | 16,06            | 15,32            | 10,89            | 4,97             | −1,85            | −6,69            |                  |
| Середній мінімум, °C                          | −15,01           | −10,85           | −6,47            | −1,54            | 3,08             | 6,91             | 13,13            | 12,38            | 7,96             | 2,04             | −4,79            | −9,63            |                  |
| Норма опадів, мм                              | 64               | 34               | 25               | 27               | 41               | 52               | 54               | 53               | 69               | 81               | 51               | 52               |                  |
| Середньомісячна швидкість вітру, м/с          | 1.72             | 1.72             | 1.90             | 2.09             | 2.09             | 2.00             | 1.81             | 1.62             | 1.52             | 1.62             | 1.62             | 1.68             |                  |
| Середньомісячна сонячна радіація, кДж/м²·день | 1928             | 4378             | 8962             | 14401            | 17973            | 19386            | 18411            | 15454            | 10150            | 5134             | 2410             | 1344             |                  |
| --------------------------------------------- | ---------------- | ---------------- | ---------------- | ---------------- | ---------------- | ---------------- | ---------------- | ---------------- | ---------------- | ---------------- | ---------------- | ---------------- | ---------------- |
| Джерело:                                      |                  |                  |                  |                  |                  |                  |                  |                  |                  |                  |                  |                  |                  |